# 立命館小学校

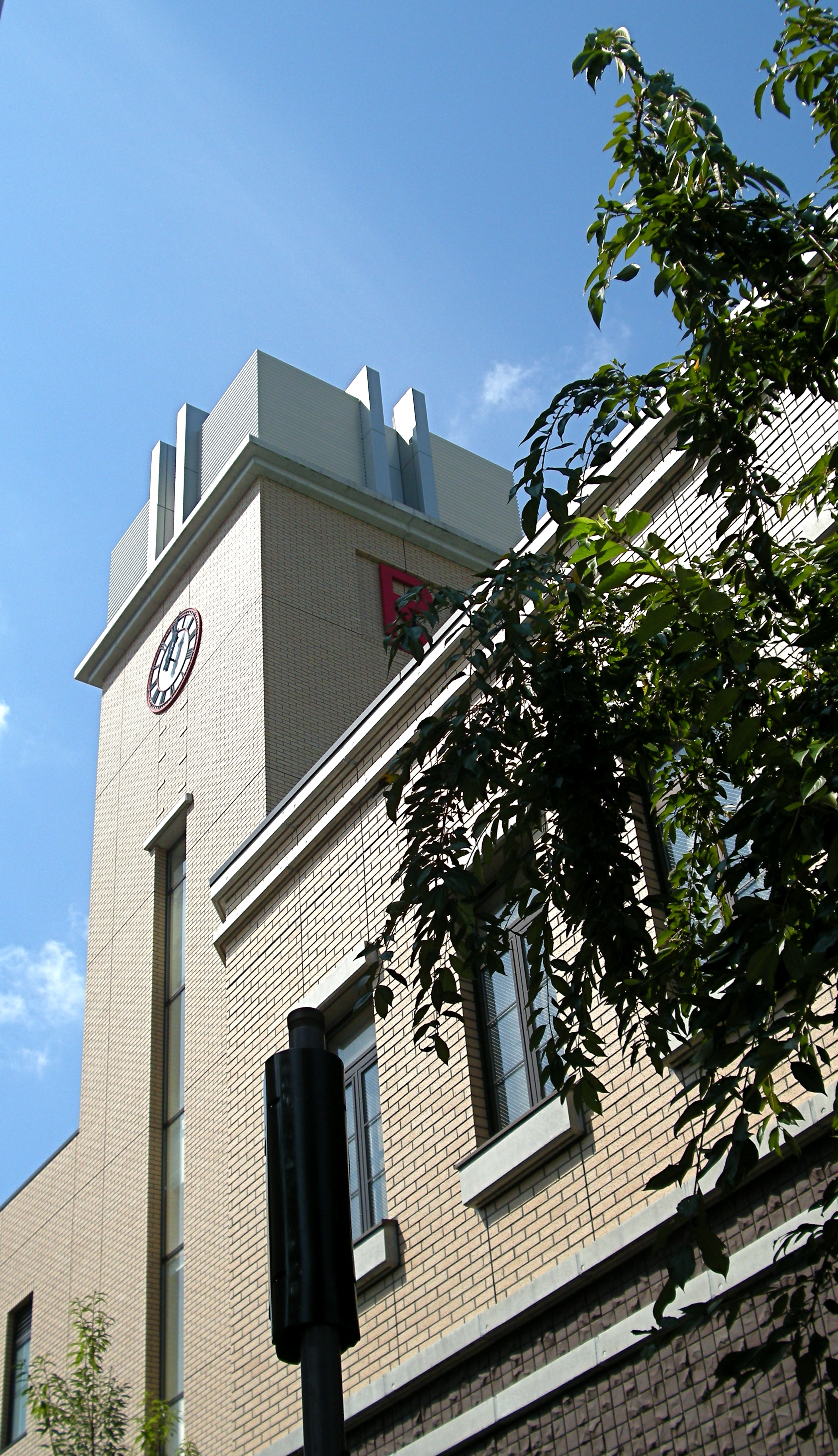
校内の時計台

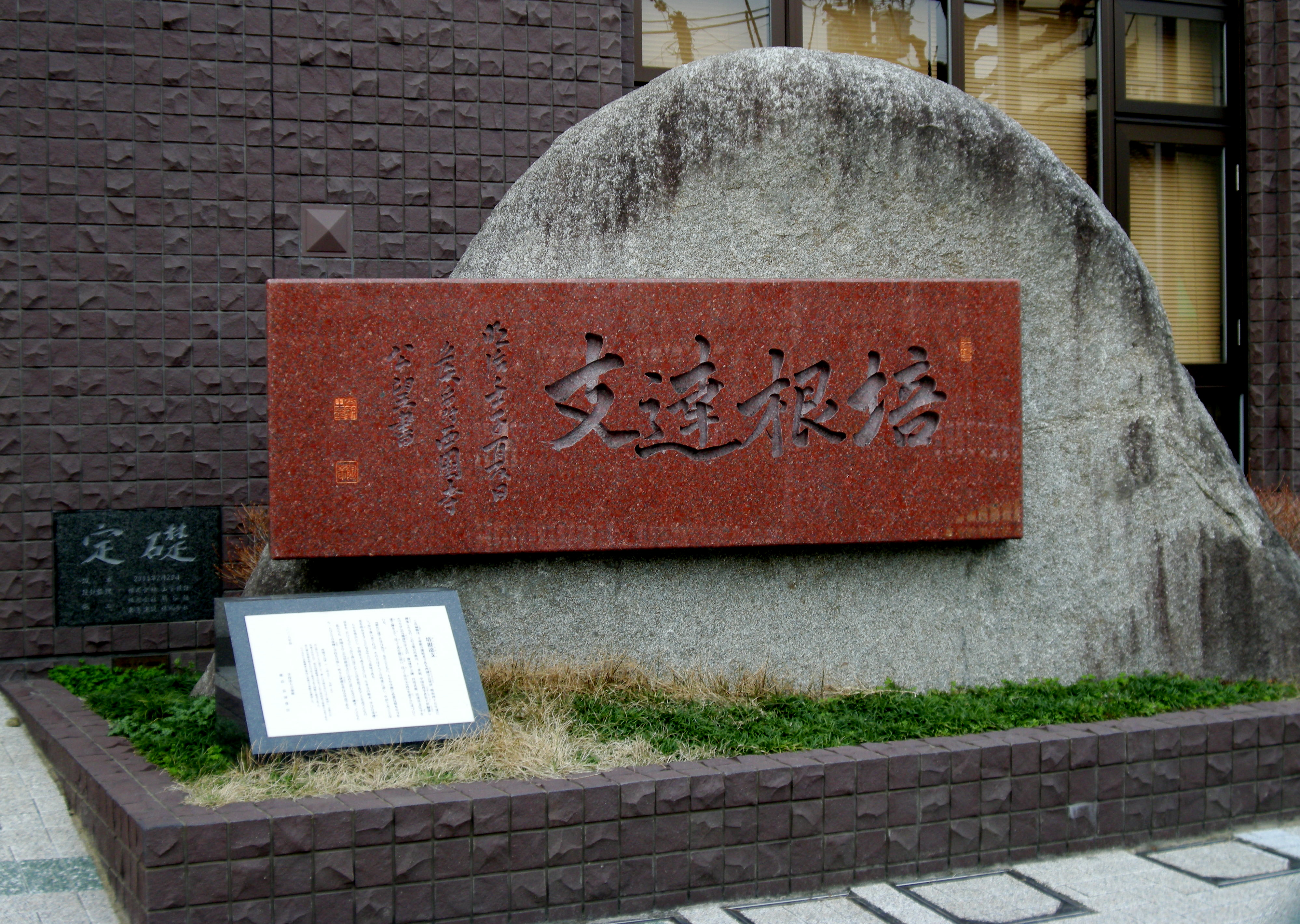
石碑「培根達支」
朱子が編纂した『小学』の「題辞」（序文）の一節「建学立師、以培其根、以達其支」より（1912年夏・西園寺公望 揮毫）

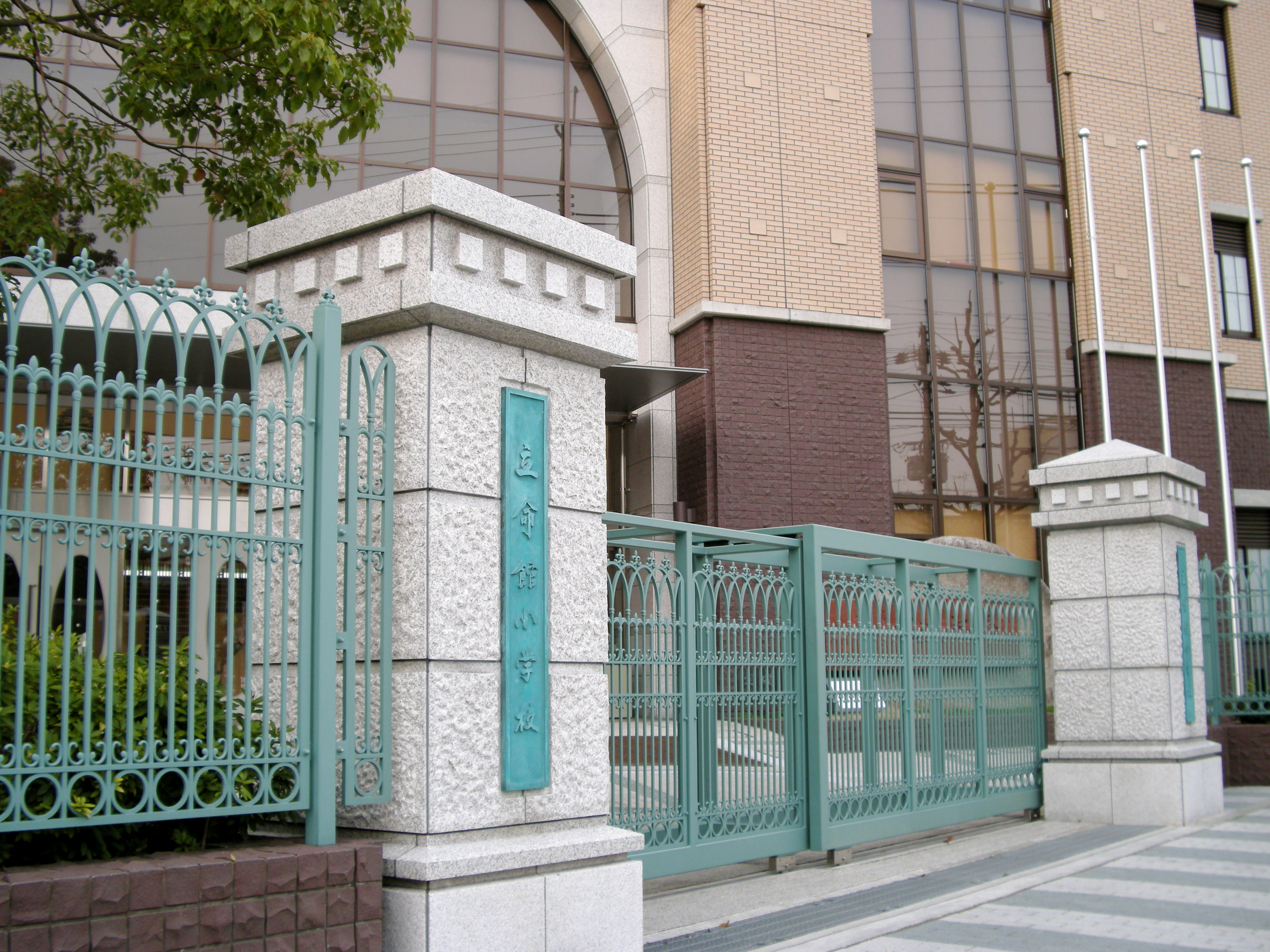
正門

立命館小学校（りつめいかんしょうがっこう、英字表記：Ritsumeikan Primary School）は、京都府京都市北区小山西上総町にある私立小学校。

## 概要
2006年4月に開校した。立命館中学校への推薦入学制度を設け、立命館高等学校卒業までの12年間を各4年間の3ステージに再編して小中高一貫教育を行う。初代校長は後藤文男（2006年4月−2008年3月）、2代目校長は深谷圭助（2008年4月-2010年3月）、3代目校長は浮田恭子（2010年4月-2016年3月）。4代目校長は成山治彦（2016年4月-2017年3月、立命館中学高等学校長兼務）。5代目校長は再び後藤文男（2017年4月ｰ2020年3月）。6代目校長は長谷川昭 （2020年4月-2021年3月）。7代目校長は堀江未来（2021年4月-2024年3月）。現在の校長は、小笹大道（2024年4月-）。
立命館小学校の原点は、大正時代に編纂された「立命館中学の過去現在及将来」にみることができる。この中で学園設立者の中川小十郎は以下のように述べている。
「本校にては將來適當の時機を見て更に小學校を附設して始めより好く中學教育に聯絡統合せしむべき方針の下に初等教育を施して以て中等教育を完全にし併せて高等教育の功果を完全ならしむる基礎を作らんことを期す而して之實に立命館の教育系統を全からしむるに必要なる所以なり」
校名の由来は、学校法人立命館#法人名の由来を参照。

## 校歌
作詞：明本 京静／作曲：近衞 秀麿／編曲：外山 雄三

## 教育の考え方
立命館小学校は、「培根達支（ばいこんたっし）」の精神を掲げている。
培根達支とは、中国の哲学者である朱子が編纂した『小学』の「題辞」（序文）の一節「建学立師、以培其根、以達其支」に基づいている。この言葉には「人生を豊かにし、学問を大成させるには、生き方の根本、学びの基礎・基本を若いうちにしっかり養い育てることが重要である」という意味がある。

## 校章
立命館小学校の校章は、
「①立命館小学校の児童は立命館中学校・高等学校へ進学することが設置委員会で確認されている。接続先である立命館中学校・高等学校のデザインを基本とした。
　②小学校と初めての社会（輪）の中で学ぶ・友情の輪をイメージしている」（2005年6月22日常任理事会）

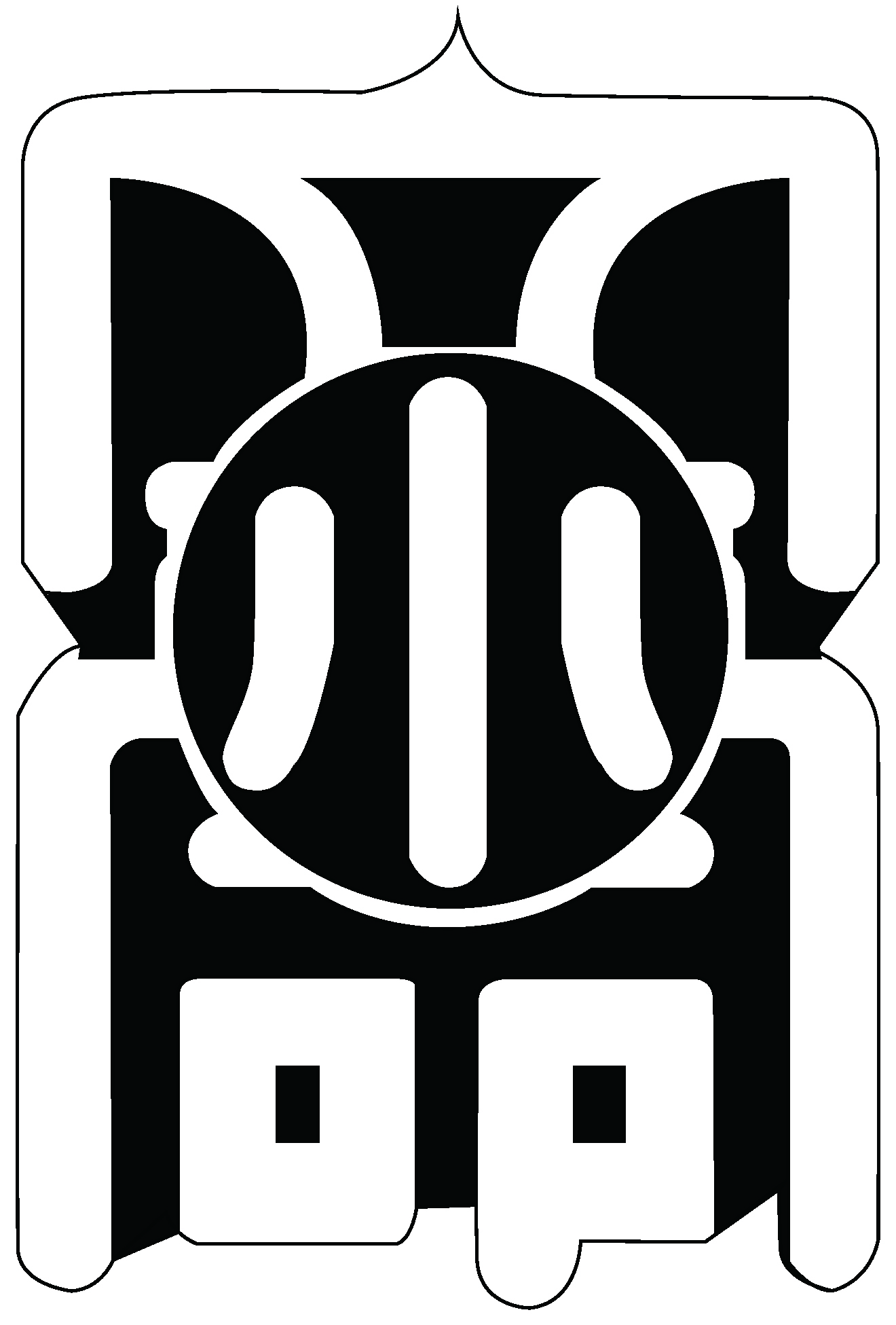
立命館小学校の校章

として制定されている。

## 特徴
教育の柱として、以下を標榜している。
- 確かな学力を育てる教育
- 真の国際人を育てる教育
- 豊かな感性を育む教育
- 高い倫理観と自立心を養う教育

### 授業時間
授業は、通常1コマ45分で行われる。全学年1日6時間授業。土曜日授業の日は1日4時間授業。
- モジュールタイム

「朝の会」から毎朝1校時目が開始されるまでの10分間に行なわれる。計算や英語、国語の「音読」「暗唱」にあて、脳のウォーミングアップを行う時間帯のこと。これにより、生徒たちの集中力を高めるのが目的である。(ただし、学年や、担当の教員によっては行わない場合がある。)
- アフタースクール

放課後行われる、1コマ45分の課外授業のこと。スポーツ（サッカー、チアリーディングなど）、芸術（能楽、茶道など）、教養（外国語学習、そろばんなど）の講座が用意されており、参加したい生徒は各自の興味に応じて好きな講座を受けることができる。

### 食育
大津プリンスホテルに給食の供給を委託しており、衛生や栄養に関する配慮のほか、給食を通してマナーを学ぶことにも力点が置かれている。

### 登下校時の安全
登下校ミマモルメのシステムを各生徒に持たせ、登下校管理を行っている。このシステムでは登下校情報を保護者宛てに電子Eメールが送信される。また「保護者証」も発行しており、保護者の学校訪問などの際は迅速に身元が確認できる。

## 顧問委員
- 立命館こども顧問委員[2]
  - 稲盛和夫（京セラ株式会社名誉会長）
  - 佐藤研一郎（ローム株式会社代表取締役社長）
  - 佐々木正峰（国立科学博物館長）
  - 末松謙一（株式会社三井住友銀行名誉顧問）
  - 田村哲夫（渋谷教育学園理事長）
- 研究顧問
  - 川島隆太（東北大学未来科学技術共同研究センター教授）

## 交通
- 京都市営地下鉄烏丸線 北大路駅から徒歩3分。
- 京都市営バス 北大路バスターミナル（1・37・特37・急行101・急行102・204・205・206・北1・北3・直行・北8・M1系統）から徒歩3分。
- 京都バス「北大路駅前」（30・32・34・35・急行36・37・45・46系統）下車、徒歩約4分。

## 系列校
- 大学
  - 立命館大学
  - 立命館アジア太平洋大学
- 中学校・高等学校
  - 立命館中学校・高等学校
  - 立命館宇治中学校・高等学校
  - 立命館慶祥中学校・高等学校
  - 立命館守山中学校・高等学校